# Бетет
Бетет (фр. Bétête) насеље је и општина у централној Француској у региону Лимузен, у департману Крез која припада префектури Гере.
По подацима из 2011. године у општини је живело 344 становника, а густина насељености је износила 12,18 становника/km². Општина се простире на површини од 28,24 km². Налази се на средњој надморској висини од 380 метара (максималној 430 m, а минималној 272 m).

## Демографија
| 1962. | 1968. | 1975. | 1982. | 1990. | 1999. | 2011. |
| ----- | ----- | ----- | ----- | ----- | ----- | ----- |
| 666   | 668   | 651   | 638   | 525   | 427   | 344   |

График промене броја становника у току последњих година